# アル・ゴア
アル・ゴア（英語: Al Gore）、本名アルバート・アーノルド・ゴア・ジュニア（Albert Arnold Gore Jr.、1948年3月31日 - ）は、アメリカ合衆国の政治家。第45代アメリカ合衆国副大統領（在任: 1993年1月20日 - 2001年1月20日）。テネシー州選出連邦下院議員、連邦上院議員を歴任した。環境問題の論客として知られ、環境活動家として活動して2007年にノーベル平和賞を受賞している。2000年アメリカ合衆国大統領選挙での民主党の大統領候補であった。

## 生い立ち・家族・人物評
1948年3月31日、ワシントンD.C.にてアルバート・ゴア・シニアとポーリーン・ラフォンの長男として誕生した。父はテネシー州のベテランの民主党上院議員で、ゴアはワシントンD.C.とテネシー州カーセッジで幼少期を過ごした。学生時代ゴア一家はワシントンのホテルに住み、セント・アルバンズ・スクールに通学した。夏季休暇中はカーセッジで暮らし、家族の農場で働いた。
1965年、ハーバード大学に入学し政治学を専攻した。当時の彼のルームメートは後に俳優になるトミー・リー・ジョーンズであった。彼は1969年6月にハーバード･カレッジを文学士号を取得して卒業した。1974年、ヴァンダービルト大学ロー・スクールに入学したが、1976年に中退した。
1970年にメアリー・エリザベス・エイチェソン (ティッパー・ゴア)と結婚した。彼らは高校時代にテネシー州のダンスパーティで出会い、結婚後は4人の子供をもうけた。カレナ (1973年8月6日 - , ドルー・シフと1997年から2010年まで結婚していた)、クリスティン (1977年6月5日 - )、サラ (1979年1月7日 - ) 及びアルバート3世 (1982年10月19日 - )。ゴアには更にワイアット及びアンナ・シフという2人の孫がいる。2010年2月、長年連れ立ったメアリーと離婚することを公表し、別居を始めた。2012年現在は、大口政治資金提供者だったエリザベス（リズ）・キードルと交際中である。
ゴアはナッシュビルの郊外に住み、カーセッジの近くに小さな農場を所有している。一家はカーセッジのニュー・セイレム・ミッショナリーバプテスト教会に通っている。2005年、一家はサンフランシスコのセント・リージスにマンションを購入した。

## 政歴
1976年の春にロースクールを退学したゴアはテネシー州の選挙区から下院議会選挙に出馬して当選した。3回当選を重ねた後の1984年には下院に出馬せず、上院議会選挙に立候補して当選し、1992年に副大統領に選出されるまで務めた。
1988年アメリカ合衆国大統領選挙に出馬するも予備選挙の段階で敗退し、その後マイケル・デュカキス支持に回っている。
1989年4月3日に当時6歳の息子であるアルバートがボルチモア・オリオールズの開幕戦から帰る途中交通事故に遭い、瀕死の重傷を負った。これを受けてゴアは大統領予備選挙に向けてクリントンに対抗する基盤作りよりも、息子の回復を見守ることを選んだ。そしてその間は環境保護を訴える本（『アース・イン・ザ・バランス』邦題：『地球の掟』）の執筆を行い、それがニューヨーク・タイムズによるベストセラー本のリストに入った。
1991年にはアルバートが提出した高性能コンピュータ法（HPC法）がジョージ・H・W・ブッシュ政権で可決され、後のクリントン政権での情報スーパーハイウェイ構想の端緒となった。
彼の企画した情報スーパーハイウェイ構想に刺激されて、インターネットが爆発的に普及したことは有名である。また、クリントン政権の末期にナノテクノロジーに興味を示し、この研究に対して資金援助した。これが、ナノテクノロジーが世界的に注目されるきっかけになった。

## 副大統領

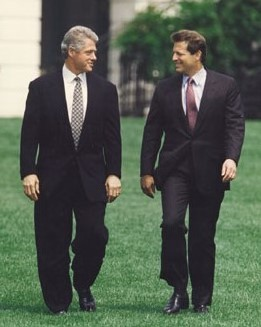
ホワイトハウスにてビル・クリントン大統領と (1993年8月10日)

1992年アメリカ合衆国大統領選挙に向けて、1992年7月9日にクリントンはゴアを副大統領候補に選んだ。大統領選挙に勝利した後、ゴアは1993年1月20日に第45代アメリカ合衆国副大統領に就任した。そして、クリントンと共に1996年アメリカ合衆国大統領選挙にて再選され、2001年1月20日まで2期8年に渡って副大統領を務めた。
在任中ゴアは表舞台には現れなかったが、多くの専門家は彼をアメリカ合衆国の歴史上最も活動的で多大な影響力を持った副大統領の1人だと考えている。彼の副大統領としての主な業績としてはまず、国家運営の検査と評価が挙げられる。彼は連邦政府の浪費・不正行為などの問題点を指摘し、官僚機構の規模の縮小や規制の撤廃の必要性を強調した。後にこれに関するゴアの改革案 が連邦政府の規模縮小に繋がった。
1993年にはラリー・キングがホストを務めるCNNの番組「ラリー・キング・ライブ」で、自由貿易問題についてロス・ペローと討論を行った。この討論の後に行われた世論調査では、大部分のアメリカ人が彼の視点に賛成し、NAFTAを支持していた。この討論会でのゴアの主張の浸透によって、NAFTAへの加盟案が下院議会を234対200の僅差で通過したとする者もいた。

ゴアは副大統領として、全米の学校と図書館をインターネットに接続させる連邦政府プログラム「ユニバーサルサービスプログラム」を立てた。これは、彼がその数年前から練っていた案の集大成であった。実際に連邦上院議員の在職期間中にゴアは情報スーパーハイウェイ構想を推進するべく、連邦政府によるコンピューター教育研究センターの設立を要求する法案を提出していた。ゴアの政策のおかげでインターネットの発展は大いに促進された。しかし2000年アメリカ合衆国大統領選挙において、これを自画自賛して「私がインターネットを創った」と発言した ことが、自己を過大評価しているとしてブッシュ陣営によるネガティブキャンペーンの材料にされ、敗退の原因の一つになったとみられている。
在職期間の前後を問わず環境保護も強く訴え、世界中を何度も事実調査団として回った。

## 2000年アメリカ合衆国大統領選挙
2000年アメリカ合衆国大統領選挙では、共和党候補のジョージ・W・ブッシュとの接戦と紆余曲折の末に敗北している（ブッシュ対ゴア事件も参照）。ジョージ・W・ブッシュより得票数で上回ったが、フロリダ州での開票手続きについての問題の後に落選が決定し、政界の表舞台から引退した。

## 敗北についての推測
アメリカのテレビ会社FOXニュースを解雇されたニュース・リポーターなどが集まり2004年に制作したドキュメンタリー映画である『アウトフォックス』の中で、マスメディアが2000年アメリカ合衆国大統領選挙において情報操作を行った事実とその結果が語られている。内容はFOXニュースがフロリダの選挙結果が出る前に「ジョージ・W・ブッシュ当選確実」の速報を出してしまった事が、ゴア候補の敗北に繋がったというものである。ビデオでは「当確」の背景に父親のジョージ・H・W・ブッシュ元大統領とFOXニュースの経営陣、大株主達の関係がレポートされ、その事実に迫っている。他のマスメディアには確信出来る情報が無かったが、情報・ニュースの遅れを気遣うあまりFOXニュースに追従した。これについても他のテレビ局で大統領選挙の報道に関わったリポーターにインタビューしている。しかし、告発ビデオを制作したリポーターは他の放送局も敬遠し、業界から排除されたため信憑性に疑問も残る（この指摘についてはマイケル・ムーアの項も参照）。よく見られる一般的な分析ではジョージ・W・ブッシュとの公開ディベートにおいて政策面で、はるかに実力のあるゴアがブッシュを徹底的に負かしたことで、その勝ち誇った姿が逆にゴアに対して悪い印象を与えてしまったとされている。しかしこれも得票数ではゴアがわずかに上回っていることから、決定的な要素とは言い難く、要するにそれほどの接戦だったのである。

## 政治以外の活動
2001年2月、コロンビア大学ジャーナリズム大学院の客員教授及び児童家族政策研究所（Institute for Child and Family Policy）の客員スカラー就任。2003年3月19日、Appleの取締役に就任（2024年退任）。2005年4月4日、ケーブル・テレビ局「カレントTV」を立ち上げると発表した。テレビから離れた若者を対象とし、インターネットとGoogleとビデオ・ブログを駆使した構成になっている。放送開始は2005年8月1日。アメリカ合衆国では、主要ケーブルテレビ局及びディレクTVのデジタル放送チャンネルで配信されている。2013年1月、「カレントTV」はアルジャジーラに買収され、アルジャジーラ・アメリカとなる。買収額500億ドルのうち、ゴアへの譲渡額は100億円であった。これによって、ゴアは産油国であるカタールから巨額の利益を得たという批判があることを認めている。
またグーグルのシニアアドバイザー・カリフォルニア大学ロサンゼルス校・フィスク大学・ミドルテネシー州立大学の客員教授を務めている。
日本においては、2002年10月に大阪工業大学の創立80周年記念事業の一環として来学記念講演を行い、その際に大阪工業大学名誉博士の称号を授与されている、その後、2008年11月には早稲田大学からも環境保護活動に尽力してきた功績を称え、名誉博士の称号を贈呈されている。

### 環境問題

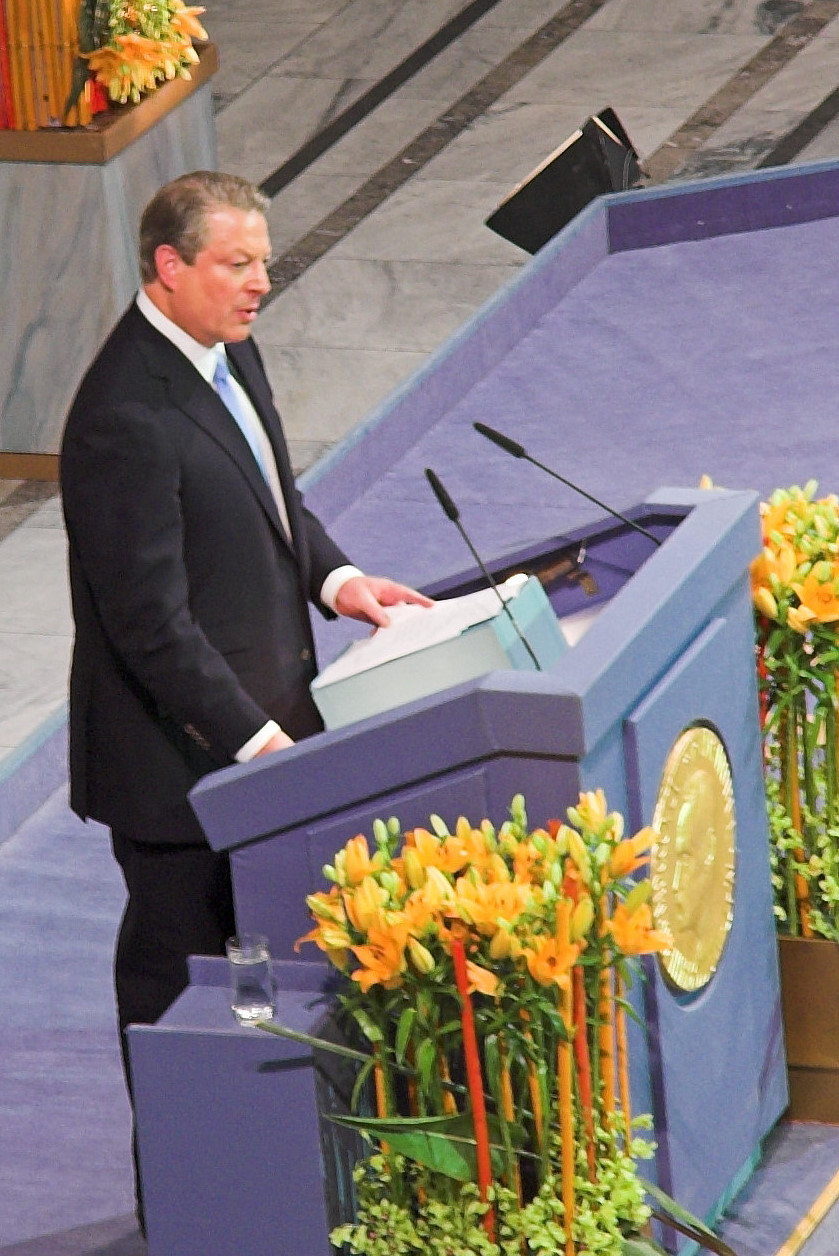
ノーベル平和賞授賞式で講演を行うゴア（2007年12月）

アル・ゴアは大学生の頃に1970年代からロジャー・レヴェル博士の影響で「地球温暖化問題」について関心を持つようになった。またレイチェル・カーソンを尊敬しており、ここ数年は世界中で地球温暖化防止についての関心を高める運動に精力的に参加している。アル・ゴアはカーボンニュートラルの推進者で、航空機を使用する度にカーボンオフセットを実行している。ゴア自身と家族はハイブリッド車を所有している。
2004年の終わり頃、ゴアは伝統的な利潤の追求に加え、社会や環境に対する責任を負うコーポレートガバナンスを要求する新しい投資のスタイルに対する需要に応えるべく、気候変動など深刻な地球環境問題に対して責任ある立場をとる企業を対象にした投資会社のジェネレーション・インベストメント・マネジメントを設立し、同社の会長に就任した。
2006年、アル・ゴアはデイビス・グッゲンハイム監督の地球温暖化に関するドキュメンタリー映画の『不都合な真実（An Inconvenient Truth）』（ローレンス・ベンダー制作、パラマウント・ピクチャーズ配給）に出演した。この映画は2006年5月24日にロサンゼルス・ニューヨーク・バークリー・キャンベル・サンノゼ近郊の限られた映画館で公開された数日後に全国で公開された。映画にはゴアの最近の講演が含まれている他、ゴアの談話と研究が紹介されている。すでにアメリカ国内では600以上の映画館で公開されており、2006年7月現在ではドキュメンタリー映画としてはアメリカ合衆国映画史上3番目の興行成績を収めている。同作は2007年2月に第79回アカデミー賞の長編ドキュメンタリー映画賞を受賞した。同名の本 (ISBN 1-59486-567-1) も出版している。気象学の専門家は映画に関し、科学的には概ね正確であると評価した 。2017年には続編『不都合な真実2 放置された地球  (An Inconvenient Sequel: Truth to Power)』（パラマウント・ピクチャーズ配給）が公開された。アル・ゴアは前作に引き続き出演した。
2007年10月12日、講演や『不都合な真実』での環境啓蒙活動が評価され、IPCCと共にノーベル平和賞を受賞することが発表された。現在では1970年代からのライフワークとなっている地球温暖化問題について世界的な啓発活動を行っており、この講演の模様をドキュメンタリー化した『不都合な真実』は衝撃をもって受け止められた。イギリスでは、後述のように同作の学校での上映差し止めを求める裁判が起こされた。2007年、『不都合な真実』の学校での上映に反対するグループが上映差し止めを求める提訴をイギリスの高等法院に起こした。バートン判事は上映差し止めの請求を退け、「内容の大筋は正しい」としたうえで、誇張がみられる9つの問題点を指摘し「注釈をつけて」上映するようにとの判決を下した。映画では海面上昇が「近い将来」20フィートに及ぶとしているが、科学者の合意では千年以上かかるとされているなどである。（詳細は『不都合な真実』を参照）
2009年11月3日、『不都合な真実』の続編『われわれの選択』（Our Choice: A Plan to Solve the Climate Crisis）を発表。またイギリス紙のデイリーテレグラフによると、自身のベンチャーキャピタルの二酸化炭素取引市場・太陽光発電・電気自動車・スマートグリッドなどの環境市場の出資により資産が以前の120万ポンドから6000万ポンドとなり世界初の環境長者になったと報道した。

## 2004年アメリカ合衆国大統領選挙
2004年アメリカ合衆国大統領選挙では一部にゴアを推す動きがあったものの、結局は出馬せずハワード・ディーン候補支持にまわった。

## 2008年アメリカ合衆国大統領選挙
2008年アメリカ合衆国大統領選挙では出馬も噂されたが早々に否定し、バラク・オバマを支持した。